# La regina delle follie
La regina delle follie (The Follies Girl) è un film muto del 1919 diretto da John Francis Dillon. La parte della protagonista fu affidata a Olive Thomas, un'attrice che proveniva dagli spettacoli di Ziegfeld, le famose Follies.

## Trama
I parenti del milionario Edward Woodruff - Nina Leffingwell, suo fratello Frederic e il cugino Basil - cercano di imbrogliarlo quando questi, sul letto di morte, dichiara che vuole lasciare come propria erede la nipote, che lui non conosce e che in realtà è morta molti anni prima. Doll, una ragazza che lavora alle "Follies", viene ingaggiata per recitare la parte della nipotina scomparsa. Woodruff resta però incantato dalla ragazza e si riprende, praticamente guarito. Nina pensa così di chiamare Ned, il nipote del milionario, che è stato diseredato perché si è sposato senza il consenso del nonno, sperando di far cacciare Doll. Quando Ned e Doll sembrano filare d'amore e d'accordo, Nina li fa sorprendere da Woodruff in un convegno segreto. Ma Woodruff scopre che Doll è la moglie di Ned e che dal loro matrimonio è nato anche un bambino. Felice, il milionario perdona Ned e benedice la giovane coppia.

## Produzione
Il film fu prodotto dalla Triangle Film Corporation con il titolo di lavorazione A Siren in the House.

## Distribuzione
Distribuito dalla Triangle Distributing, il film uscì nelle sale statunitensi il 27 aprile 1919.